# Fallon (Californie)
Pour les articles homonymes, voir Fallon.

Fallon est une communauté non incorporée du comté de Marin en Californie, au nord de San Francisco.
Le bureau de poste a ouvert en 1898. Le nom de la localité vient de Luke et James Fallon.